# Rio Ghilcoş (Cocoş)
O Rio Ghilcoş é um rio da Romênia, afluente do Cocoş, localizado no distrito de Mureş.